# 扳手少年
《扳手少年》是一部由中国大陆漫画家于彦舒编绘的少年漫画
，从2008年起先后于《漫友·少年S》、《科幻画报·漫画SHOW》连载至今，2012年4月至今单行本已发售至第8卷。
然后在有妖气连载。

## 简介
《扳手少年》最初由短篇故事开启，后逐渐演变为长篇连载，中途经历几次连载调整与变动。
- 2008年4月，《扳手少年》前篇分两回刊载。
- 2008年6月，《扳手少年》长篇连载正式启动。
- 2008年7月，《扳手少年》于当期杂志开始全彩刊登。
- 2010年1月，全新制作的《扳手少年》再启动，连载至今。

## 故事梗概
天才少年机械师苏亚为找寻失踪多年的哥哥而踏上旅途，追寻着哥哥留下的线索，苏亚进入了全世界最顶尖的机械师学院圣贝鲁鲁学院，然而刚刚抵达的苏亚，却被卷入了圣贝鲁鲁与猩红女王之间的战役之中。

## 曾获奖项
- 第4届OACC金龙奖最佳少年漫画[4][5]